# Valentín Uriona
Valentín Uriona Laucirica (* 29. August 1940 in Muxika, Baskenland; † 30. Juli 1967 in Sabadell) war ein spanischer Radrennfahrer.

## Sportliche Laufbahn
Uriona war Straßenradsportler. Er startete 1961 und 1962 als Unabhängiger. Von 1963 bis 1967 war er als Berufsfahrer aktiv. Uriona begann im Radsportteam Kas. Er verunglückte bei den spanischen Meisterschaften 1967 tödlich während des Rennens.
1962 gewann er Etappen im Milk Race und in der Katalonien-Rundfahrt. 1963 holte er Etappensiege in der Katalonien-Rundfahrt und in der Vuelta a España. Dazu kam der Sieg im Eintagesrennen Gran Premio de Llodio. 1964 gelang ihm nach Miguel Poblet als zweitem Spanier ein Sieg im Rennen Mailand–Turin. Er gewann eine Etappe der Katalonien-Rundfahrt, der Vuelta a Levante und die Gesamtwertung des Etappenrennens Critérium du Dauphiné vor Raymond Poulidor. 1965 folgten zwei Etappenerfolge in der Katalonien-Rundfahrt. 1966 gewann er die spanische Bergmeisterschaft und eine Etappe der Vuelta a España. Die Vuelta a Mallorca 1967 entschied er mit zwei Etappensiegen für sich, in der Vuelta a los Valles Mineros gewann er eine Etappe.
Zweiter wurde er 1965 in der Vuelta a La Rioja und im Gran Premio Viscaya. Barcelona–Andorra beendete er als Zweiter hinter Jaime Alomar.
Die Tour de France fuhr er fünfmal. 1963 wurde er 50., 1965 13., 1966 14., 1964 und 1967 war er ausgeschieden.  Die Vuelta a España fuhr Uriona fünfmal. 1963 wurde er 18., 1964 7., 1966 6. und 1967 31. des Endklassements, 1965 schied er aus.